# Cuba and Africa, 1959–1994
Cuba and Africa, 1959–1994: Writing an Alternative Atlantic History  est un ouvrage collectif académique édité en 2020 sous la direction de Kali Argyriadis, Giulia Bonacci, Adrien Delmas, Shamil Jeppie, qui étudie les interactions entre Cuba et divers pays africains pendant la période de 1959 à 1994. Il décrit notamment les mouvements de dizaines de milliers d'individus, notamment des médecins, scientifiques, soldats, étudiants et artistes, qui ont traversé l'Atlantique pour établir des liens entre ces deux régions.
Les expériences historiques et les héritages présentés dans cet ouvrage illustrent les principales idéologies qui ont façonné les contextes colonial et postcolonial. Parmi celles-ci figurent l'internationalisme, le développementalisme et la coopération Sud-Sud, qui ont influencé les dynamiques politiques et sociales entre Cuba et l'Afrique.

## Résumé

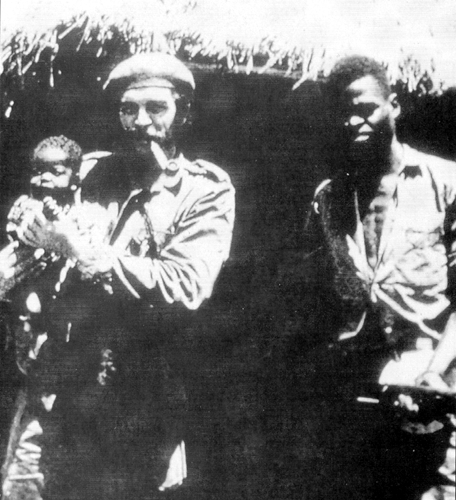
Ernesto Che Guevara en 1965 au Sud-Kivu en République démocratique du Congo.

Cuba and Africa, 1959–1994: Writing an Alternative Atlantic History est un essai qui étudie les interactions entre Cuba et l'Afrique entre 1959, avec le début de la révolution cubaine, et 1994, année marquée par les premières élections démocratiques en Afrique du Sud. Ce recueil d'essais propose une analyse interdisciplinaire du lien entre Cuba et l'Afrique, offrant des perspectives issues de différentes disciplines académiques. Cuba a joué un rôle clé dans les luttes pour l'indépendance des pays africains durant la Guerre froide, contribuant à l'éradication définitive du colonialisme en Afrique. En plus des interventions militaires, qui ont fortement influencé l'histoire politique africaine, Cuba a établi des relations variées avec le continent dans des domaines non militaristes, notamment humanitaire, médical, scientifique, éducatif, culturel et artistique.

L'ouvrage retrace les trajectoires de dizaines de milliers de personnes qui ont traversé l'Atlantique en tant que médecins, scientifiques, soldats, étudiants et artistes. Chaque chapitre présente une étude de cas sur des pays tels que l'Algérie, l'Angola, la Guinée équatoriale et l'Afrique du Sud, révélant les échanges afro-cubains dans des secteurs variés.
« Un de nos camarades disait, pour plaisanter, qu’au Congo étaient réunies toutes les conditions contraires à la révolution »
— Ernesto Che Guevara, Extrait du journal du Che.

## Structure de l'ouvrage
L'essai se découpe en quatre grandes parties, chacune décrivant des aspects distincts des relations entre Cuba et l'Afrique à travers l’histoire et les échanges culturels.
La première partie, intitulée Politics and Solidarity, s'intéresse aux dimensions politiques et à la solidarité internationale. Elle comprend des études sur la mémoire politique des Cubains en Algérie (chapitre 1), les politiques cubaines en Afrique, notamment au Congo-Brazzaville et en Angola entre 1963 et 1977 (chapitre 2), ainsi que l'influence cubaine en Guinée équatoriale (chapitre 3) et la coopération civile avec l'Angola (chapitre 4).
La deuxième partie, Trajectories, raconte les trajectoires personnelles et les dynamiques familiales découlant des relations Cuba-Afrique. Cette section aborde les recherches anthropologiques en Angola pendant la guerre (chapitre 5) et les familles cubano-congolaises (chapitre 6).
La troisième partie, Voices, met en perspective les voix et les échanges culturels à travers l'Atlantique. Les chapitres traitent des dialogues musicaux entre chanteurs congolais et cubains dans les années 1950 (chapitre 7) et des dialogues musicaux entre Cuba et l'Afrique de l'Ouest pendant la guerre froide (chapitre 8).
Enfin, la quatrième partie, Reconstructing History, Reconnecting Roots, étudie la reconstruction historique et la reconnexion des racines spirituelles et culturelles. Elle traite de la filiation spirituelle entre La Havane et Ilé-Ifé (chapitre 9) ainsi que des engagements cubano-américains en Afrique (chapitre 10).

## Réception critique

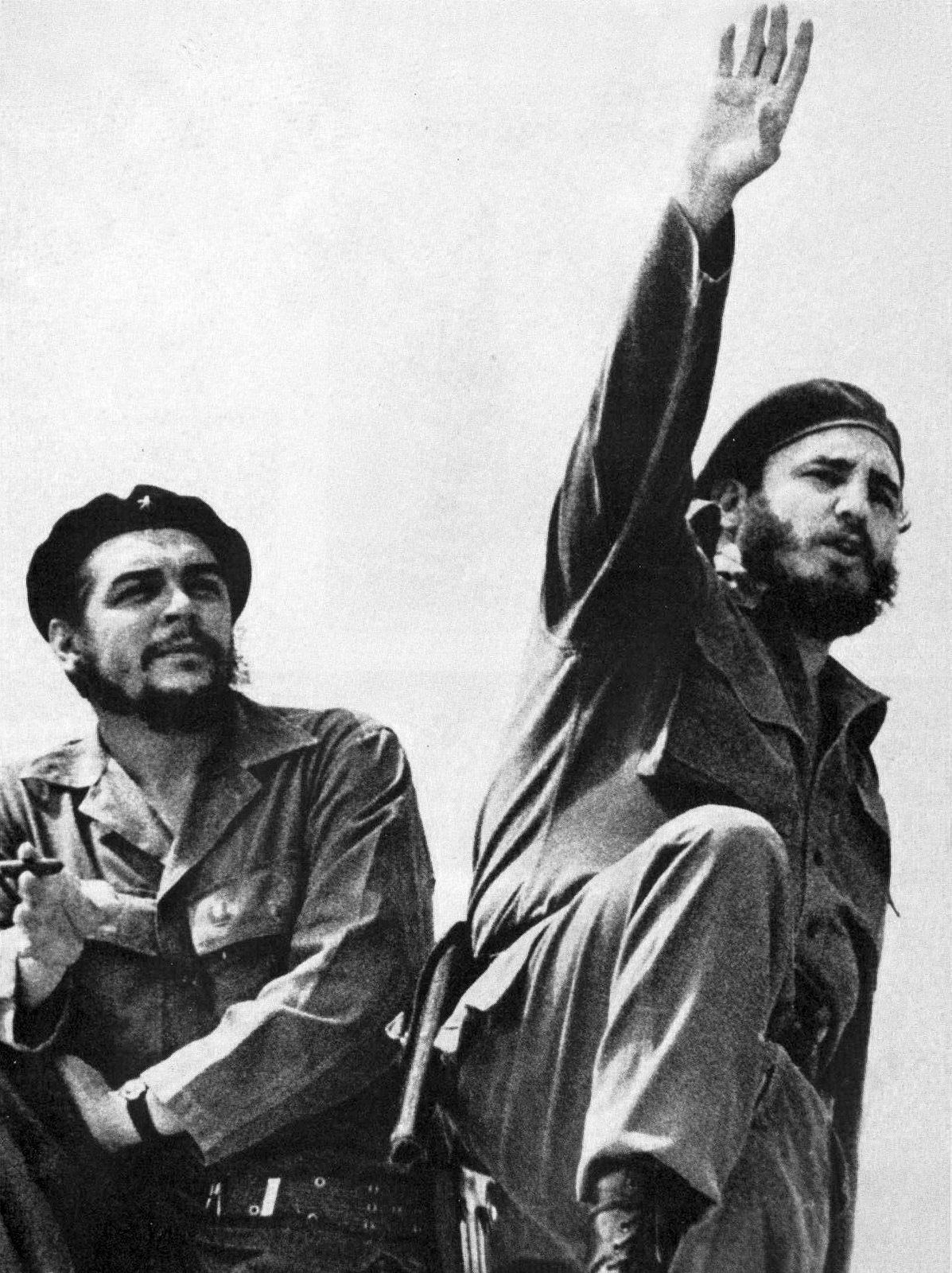
Fidel Castro (à droite) et Che Guevara photographiés par Alberto Korda en 1961.

La critique de l'universitaire Isaac Saney, publiée dans le New West Indian Guide, revient sur l'importance des relations historiques entre Cuba et l'Afrique, souvent négligées. Bien que le livre traite de l'engagement militaire de Cuba en Afrique durant la Guerre froide, Saney regrette l'absence d'un résumé détaillé sur cette implication, utile pour les lecteurs moins familiers. Il insiste aussi sur la nécessité de considérer Cuba comme partie intégrante du monde noir et souligne la nature dialectique de la relation entre Cuba et l'Afrique.
La chercheuse Marissa Moorman de la revue American History Review  évoque la scène des années 1980 en Angola où des troupes cubaines protégeaient des installations pétrolières américaines contre l'UNITA, soutenue par les États-Unis. Dans sa recension sur Cuba et Afrique, 1959–1994, elle relève des révélations surprenantes, comme des exilés cubains de Miami combattant les troupes de Castro en Afrique centrale. Ces nouvelles perspectives enrichissent la littérature sur les relations afro-cubaines, souvent axée sur la géopolitique de la Guerre froide et les interventions militaires de Cuba. Dans sa publication scientifique Yonas Ashine met en avant la perspective alternative de l'internationalisme cubain et de ses relations avec l'Afrique, axée sur les luttes contre le colonialisme. Le livre privilégie les histoires individuelles et les échanges culturels, tout en offrant des réflexions sur la solidarité mondiale dans un contexte international changeant.

## Collectif

### Directeurs de publication
Source des crédits
- Robert Van Niekerk est un chercheur sud-africain et ancien organisateur de jeunesse. Il a co-fondé le Centre d'Analyse des Politiques Sociales à l'Université d'Oxford et est actuellement professeur à la Wits School of Governance.

- Dr Koni Benson est historienne et conférencière à l'Université de Western Cape. Ses recherches portent sur les luttes collectives en Afrique australe. Elle est co-organisatrice de Revolutionary Papers et impliquée dans le programme Know Your Continent.

- Dr Adrien Delmas est le directeur du Centre Jacques Berque à Rabat et chercheur associé à l'Institut des Mondes Africains. Ancien directeur de l'Institut Français en Afrique du Sud, il coordonne le programme Globafrica ANR, Reconnect Africa.

- Kali Argyriadis est anthropologue et chercheuse à l'Institut de recherche pour le développement, et est affectée à l'Unité de recherche Migrations et Société (URMIS), Université de Paris.

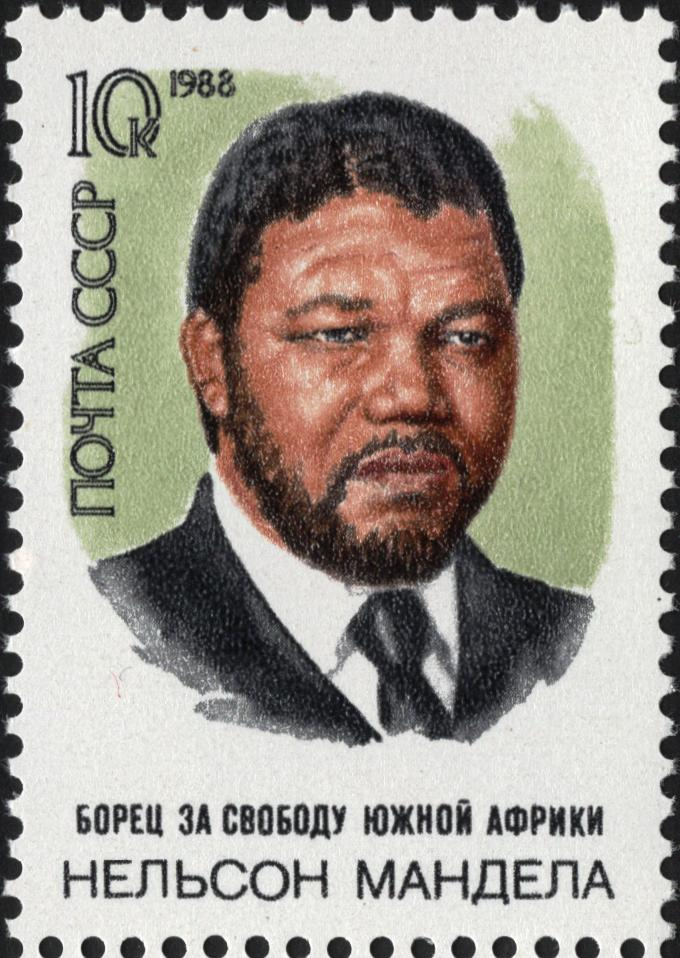
Timbre russe à l'effigie de Nelson Mandela réalisé en 1988.

« Si aujourd'hui tous les Sud-Africains jouissent des droits de la démocratie ; s'ils peuvent enfin s'attaquer à la pauvreté écrasante d'un système qui leur a nié même les plus basiques commodités de la vie, c'est aussi grâce au soutien désintéressé de Cuba pour la lutte visant à libérer tous les peuples d'Afrique du Sud et les pays de notre région du système inhumain et destructeur de l'apartheid. Pour cela, nous remercions le peuple cubain du fond du cœur »

— Nelson Mandela, Le discours de La Havane.

### Contributeurs
Source des crédits
- Héloïse Kiriakou est titulaire d'un doctorat en histoire de l'Institut des Mondes Africains à l'Université Paris 1 (Panthéon-Sorbonne).

- Giulia Bonacci est historienne et chercheuse à l'Institut de recherche pour le développement, et est affectée à l'Unité de recherche Migrations et Société (URMIS), Université Côte d’Azur.

- Adrien Delmas est directeur du Centre Jacques Berque à Rabat et chercheur associé à l'Institut des Mondes Africains, Paris.

- Emmanuel Alcaraz est historien et chercheur associé à l'Université Paris X Nanterre et au Centre de recherche sur le Maghreb contemporain, Tunis.

- Bernardo J. Capamba André prépare un doctorat en histoire à l'Université Sorbonne. Sa thèse porte sur les relations entre l'Angola et Cuba entre 1961 et 1991.

- Elina Djebbari est associée de recherche postdoctorale dans le cadre du projet Modern Moves à King’s College London, financé par le Conseil européen de la recherche.

- João Felipe Gonçalves est professeur adjoint au Département d'anthropologie de l'Université de São Paulo.

- Charlotte Grabli mène ses recherches postdoctorales dans le cadre du projet MUSICOL, coordonné par l'École normale supérieure et financé par le Conseil européen de la recherche.

- Christine Hatzky est professeure d'histoire de l'Amérique latine et des Caraïbes et directrice du Centre d'études atlantiques et mondiales à l'Université Leibniz de Hanovre, en Allemagne, ainsi que directrice régionale du Centre d'études avancées sur l'Amérique latine à Guadalajara, au Mexique.

- Michel Luntumbue est diplômé en science politique et relations internationales de l'Université libre de Belgique, et auteur de diverses études sur les questions de développement, les relations Nord-Sud et les dynamiques des mouvements sociaux dans les pays du Sud.

- Pablo Rodríguez Ruiz est socio-anthropologue et directeur du département d'ethnologie à l'Institut cubain d'anthropologie, La Havane.

- Delmas Tsafack est titulaire d'un doctorat en histoire des relations internationales de l'Université de Dschang au Cameroun, et officier aux affaires politiques et économiques à l'Ambassade du Royaume de Belgique à Yaoundé, Cameroun.

- Shamil Jeppie est professeur associé au Département d'études historiques de l'Université du Cap. Il est le fondateur du projet des Manuscrits de Tombouctou